# Štefan Smodiš
Štefan (Števan) Smodiš (madžarsko Szmodis István), slovenski evangeličanski duhovnik in književnik na Ogrskem, * ok. 1758, Liszó, † 10. junij 1798/1799, Bodonci.
Rodil se je na Šomodskem v naselju Liszó (danes Zalska županija) pri Veliki Kaniži (Nagykanizsa). Njegovi starši so se izselili iz Slovenske okrogline, verjetno z Goričkega.
V osnovno šolo je hodil v Nemeskérju pri Šopronu in v Šurdu, kjer je deloval Štefan Küzmič. Šolanje je nadaljeval na šopronskem liceju, kjer ga je poučeval pesnik Adam Farkaš.
Svoje delo je začel kot učitelj v Čobinu v Železni županiji. Smodiš je zatem isto delo opravljal v Puconcih. 24. marca 1787 je bil posvečen za duhovnika in začel pridigati v rojstnem kraju svojih staršev, sprva pa je to opravljal v Hodošu.
25. julija 1792 je prišel v Bodonce, kjer je bila novoustanovljena evangeličanska župnija in tam delal do svoje smrti. Karel Šiftar piše, da je bil do 10. junija 1798 duhovnik v Bodoncih. Kraj in čas njegove smrti sta neznana.
Molitve in pridige je pisal v prekmurščini.